# Festival Coup de théâtre
Le festival Coup de théâtre se déroule chaque année à Annecy, la troisième semaine de septembre, pendant les Journées Européennes du patrimoine.
Créé en 2012 par Maud de Cointet et organisé par l’association Agitateurs de rêves, il a pour objectif de transmettre et de faire découvrir les grands textes du répertoire, en entrée libre et à ciel ouvert.

## Historique
Le festival doit son origine à un rêve. En juin 2011, sa créatrice Maud de Cointet, après un tour du monde à bicyclette (La Planète Femme à Bicyclette  avec Sibylle d’Orgeval en 2000), une traversée de Paris à cheval (Le Cheval à Paris, 2006) et dix ans d'expérience en collectivité, pose ses valises à Annecy,. Elle rêve de créer un festival de théâtre dans l'esprit de Jean Dasté, Jean Vilar et Gabriel Monnet, prônant un théâtre populaire pour tous et partout.
Elle fonde Agitateurs de rêves et réunit une équipe sous forme d’association loi 1901. Stéphanie Tesson, directrice du théâtre de Poche Montparnasse à Paris, lui présente Anne Habermeyer, qui a créé un festival en Moselle pour irriguer des territoires à l’écart de la culture (« la Sarre à Contes ») et devient leur directrice artistique.
Au départ, en septembre 2012,  le premier « Coup de théâtre » est rattaché aux Journées Européennes du patrimoine et se tient au Château d’Annecy et sur le quai de la Cathédrale. À l‘instar des Nuits théâtrales de Gabriel Monnet en 1954, la Cour d’honneur du Château d’Annecy devient l’espace central du festival Coup de théâtre. De nouveaux lieux de représentation s’ajoutent au fil des ans.
Fort de son succès au travers des 6 dernières éditions, le Coup de théâtre se déroulera sur 9 jours en 2018 sur plusieurs communes du tour du Lac d’Annecy.

## Axes artistiques

### Démarche défendue
La programmation artistique du festival s’appuie sur les grands textes du répertoire, dans des mises en scène reposant avant tout sur la beauté des textes, la présence des acteurs et leur inventivité. Le Coup de théâtre mise sur des œuvres qui ne s’épuisent pas, ne cesse de questionner le théâtre et d’attirer les metteurs en scène de toutes générations et d’univers artistiques différents.
La programmation a un double objectif :
- Divertir, en considérant le théâtre comme une grande fête avec l’idée de rassembler tous les publics, initié ou non. Cela passe notamment par des formes recevables par tous.
- Éveiller, grâce à un théâtre populaire et social, source d’énergie. Le théâtre a une force émotionnelle qui se distingue des autres arts. Il nécessite de s’impliquer, de solliciter son imagination et d’exercer son esprit critique.

### Les parrains & marraines

#### Jean Rochefort, 2014 – 2017
Pour Jean Rochefort, parrain du festival depuis 2014, qui fit ses débuts au théâtre comme acteur de Jean Vilar à la grande époque du « théâtre pour tous », ce festival « hors les murs » est un retour aux sources. « Nous, artistes, ne sommes-nous pas nés sur les places de village et sur les marchés ? C'est ma bagarre perdue, le vieux rêve qui me hante depuis plus de quarante ans : il faut sortir des temples du théâtre. Le théâtre doit séduire le plus de gens différents possibles, du plombier jusqu'à l'entrepreneur. » 

#### Corinne et Gilles Benizio (aliasShirley & Dino), Édition 2018
En septembre 2018, Elisa Benizio, comédienne, participe à la 6e édition du Coup de théâtre avec le spectacle « Les Amoureux de Shakespeare ». Elle présentera ses parents, Corinne & Gilles, à la directrice du festival quelques mois plus tard. Ils acceptent de parrainer le festival à la suite de Jean Rochefort. Même générosité, même passion pour le métier de comédien et metteur en scène.  Corinne et Gilles Benizio ont travaillé avec les plus grands, Ariane Mnouchkine, Howard Buten, Carlo Boso…

## Politique de démocratisation culturelle

### Investissement de l’espace public
Le but du festival est d’amener le théâtre à tous les publics, notamment ceux qui n’ont pas l’habitude d’y avoir accès. Le festival se déroule en extérieur, dans différents lieux d’Annecy et ses alentours, notamment pour dépasser les freins symboliques que peut constituer un lieu culturel. Il n’y a pas de salle attitrée, les espaces sont détournés de leur fonction première (place de village, jardin, château, bateau, caserne de pompier etc.) pour se transformer en théâtre.

### Le mécénat culturel
Les entreprises locales financent 80 % du budget du festival, une exception en France. Le financement restant est assuré par des subventions publiques, les adhésions et la participation libre à l’issue des représentations.

### Participation libre
Coup de théâtre est suivi en moyenne par plus de 6 000 spectateurs chaque année. Les spectacles sont en entrée libre, dans la lignée des Journées Européennes du patrimoine qui rendent le patrimoine accessible à tous. Le principe de l’accès libre est dans l’ADN des Agitateurs de rêves, il fédère un public inhabituel, un public dit “ éloigné ”. Aucune réservation ni placement spécifique n’est possible, cela permet de garantir l’égalité de tous à l’accès aux spectacles. Les Agitateurs de rêves expriment au début de chaque représentation, le principe de la participation libre, plaçant le spectateur dans une position active et responsable, nécessaire pour que chacun devienne acteur et non consommateur passif de culture.

## Dimension citoyenne
La manifestation attache une attention toute particulière à la dimension fraternelle qui s’articule autour des spectacles.
Coup de Théâtre est un festival citoyen, qui s'appuie en grande partie sur la mobilisation de ses bénévoles. Ces deniers hébergent les comédiens le temps du festival. Une manière de réduire les coûts d’hébergement mais aussi et surtout, un moyen de tisser des liens entre artistes confirmés et population. Ce fil relationnel s’étend tout au long du festival grâce au rapport atypique des espaces de représentation rendant les artistes proches des spectateurs.
Cette dimension fraternelle passe également par le soin accordé à l’accueil des spectateurs. 200 bénévoles sont mobilisés pour accueillir le public dans une ambiance bienveillante, conviviale et festive. Après chaque spectacle, public, bénévoles et artistes se réunissent autour de la « Camioguinguette », espace d’échange inclusif et fédérateur.

## Programmation et éditions

### 2017
- Rhinocéros d’après la nouvelle d’ Eugène Ionesco – Cie Caravane
- La Main de Leïla – Aïda Asgharzadeh & Kamel Isker – ACMÉ Production
- Dans la peau de Cyrano – Nicolas Devort – La Cie qui va Piano
- Le Marchand de Venise de Shakespeare – Cie 13
- Mémoire vive – Cie les Anonymes
- Royale légende de Frédérique Mancier & Bernard Larré – Crescendo Productions
- Les amoureux de Shakespeare d’après le Songe d’une nuit d’été – Cie Les Mauvais élèves
- Prêt à partir de Fabio Gorgolini & Fabio Marra – Cie Teatro Picaro
- Des étoiles et des idiots – Les fouteurs de joie

### 2016
- Mon bel oranger de Jose Mauro De Vasconcelos - Cie Théâtre de la courte Échelle
- L’Iliade d’Homère - Cie Abraxas
- La discrète amoureuse de Felix Lope de Vega - Cie Soy Création
- Le Château de ma Mère de Marcel Pagnol - Cie l’Accompagnie
- Homocordus - Cie Les Inédits
- Le Cercle de craie caucasien de Bertolt Brecht - Cie Le Vélo Volé
- Les Soliloques de Mariette ext. de Belle du Seigneur d'Albert Cohen - Cie de La Maison du Chat Bleu
- Comme il vous plaira de William Shakespeare - Cie Chariot de Thespis
- Le Médecin malgré lui de Molière- Cie Kapo Komica
- Le Jeu de l’amour et du hasard de Marivaux - Cie La Boîte aux Lettres

### 2015
- Moby Dick d'Herman Melville - Cie le Petit Théâtre
- Les Cavaliers de Joseph Kessel - Cie les Passionnés du Rêve
- Les pompières poétesses - Cie les Griottes
- L'homme qui tua Don Quichotte d'après Miguel de Cervantès - Cie Premier Acte
- Ruy Blas d'après Victor Hugo - Cie Les Moutons Noirs
- À bord du Chancellor d'après Jules Verne - Cie La Ruche
- Dom Juan 2.0 d'après l’œuvre de Molière - Cie Théâtre des Asphodèles
- Histoire d'un merle blanc d'Alfred de Musset – Cie Phénomènes et compagnies
- Fantaisies au Vert – Cie Phénomènes et compagnies (Stéphanie Tesson)
- Le concert sans retour - Cie Cinq de Cœur

### 2014

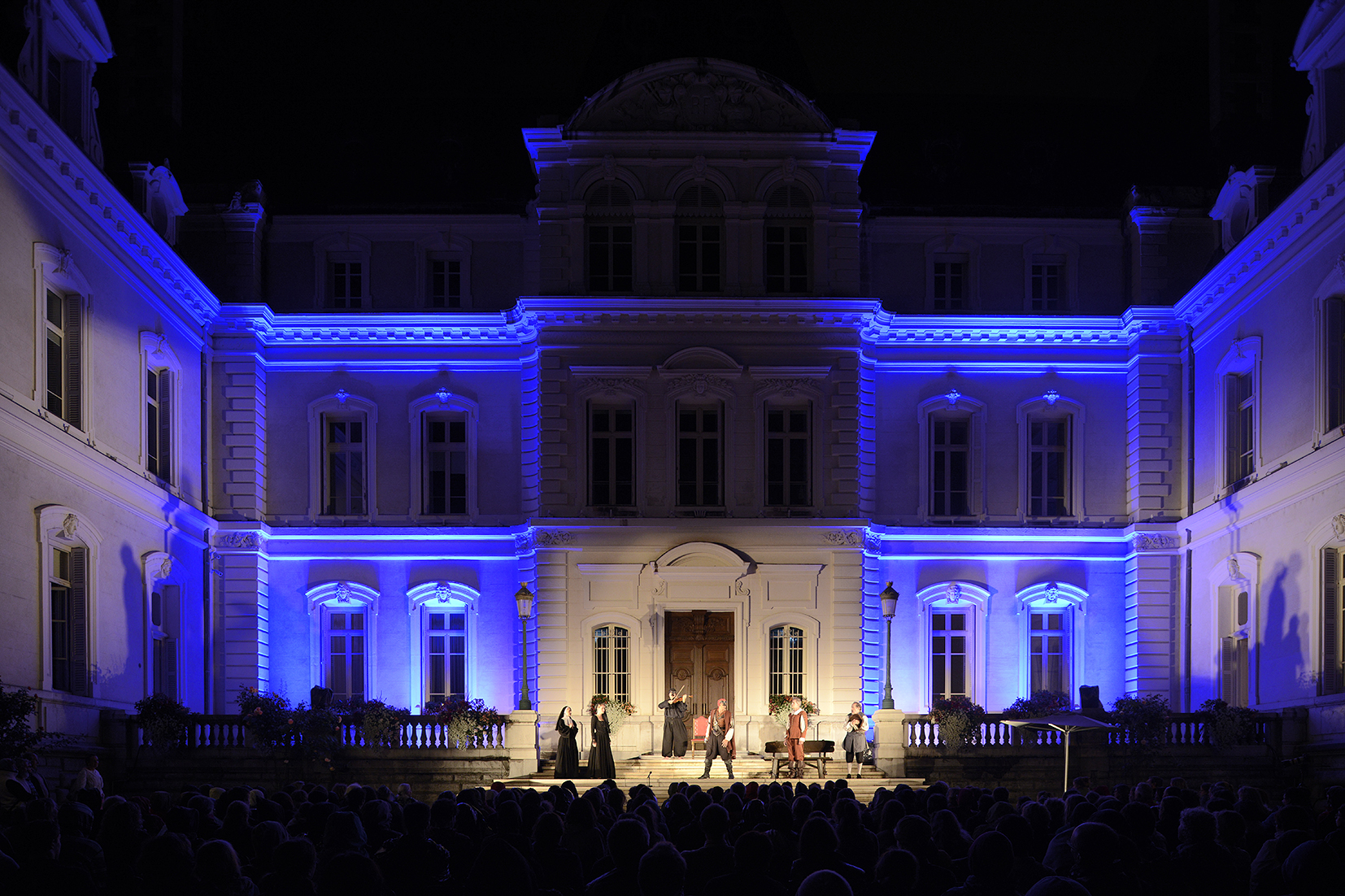
3e Coup de théâtre - Spectacle Cyrano de Bergerac d'Edmond Rostand, Cie le Grenier de Babouchka - Parvis de la Préfecture d'Annecy - 2014

- Balade incongrue dans l’esprit du théâtre pour tous – Jean Rochefort
- La légendaire et presque authentique histoire de France du bouffon - Cie l'Accompagnie
- Barouf de Carlo Goldoni - Cie du Sirocco
- Regardez mais ne touchez pas d'après Théophile Gautier - Cie Abraxas
- Des amours, 3 farces d'Anton Tchekhov, Cie Les Moutons noirs
- Pourquoi j'ai mangé mon père d'après Roy Lewis – Cie du Théâtre de L'Aiguillon
- Victor Hugo mon amour d'après la correspondance de Victor Hugo et Juliette Drouet, d’Anthea Sogno
- Cyrano de Bergerac d'Edmond Rostand, Cie Le Grenier de Baboucka

### 2013
- Le Poème de Poucet - Cie La Ruche
- La Gloire de mon père d'après Marcel Pagnol – Cie l'Accompagnie
- Marie Tudor d'après Victor Hugo - Cie 13
- Des larmes pour Monsieur Pingre – PDG & Cie
- Les Fables de Jean de la Fontaine (mise en scène Stéphanie Tesson) - Cie Phénomènes et compagnie

### 2012
- Les femmes savantes de Molière, Cie Le Grenier de Babouchka

## Les sites
Annecy se transforme chaque année en théâtre à ciel ouvert pour le festival. Parmi les lieux accueillant des représentations figurent tout autour du lac d’Annecy :
- Cour du Château d’Annecy (400 places)
- Bateau Le Libellule (200 places)
- Quai de la Cathédrale à Annecy (600 places)
- Parvis de la Préfecture de Haute-Savoie (400 places)
- Caserne de Pompiers des Romains
- Cour du Manoir de Novel-Teppes (200 places)
- Parc Gabriel Fauré à Annecy-le-Vieux (400 places)
- Prieuré de Sevrier
- Ancien téléphérique de Veyrier du Lac
- Vallombreuse à Menthon Saint Bernard
- Jardins de Châteauvieux à Duingt (400 places)
- Château de Monthouz à Pringy
- Château de Proméry à Pringy
- Les rues et places d’Annecy et ses environs.

## Organisation
Coup de théâtre est organisé par l’association Agitateurs de rêves avec le soutien de bénévoles (plus de 200 en 2016). Maud de Cointet, sa fondatrice, en assure la direction générale, et avec Anne Habermeyer, la direction artistique. Anne Habermeyer est également directrice artistique et programmatrice du Théâtre André Malraux de Rueil Malmaison.